# Brentanohaus

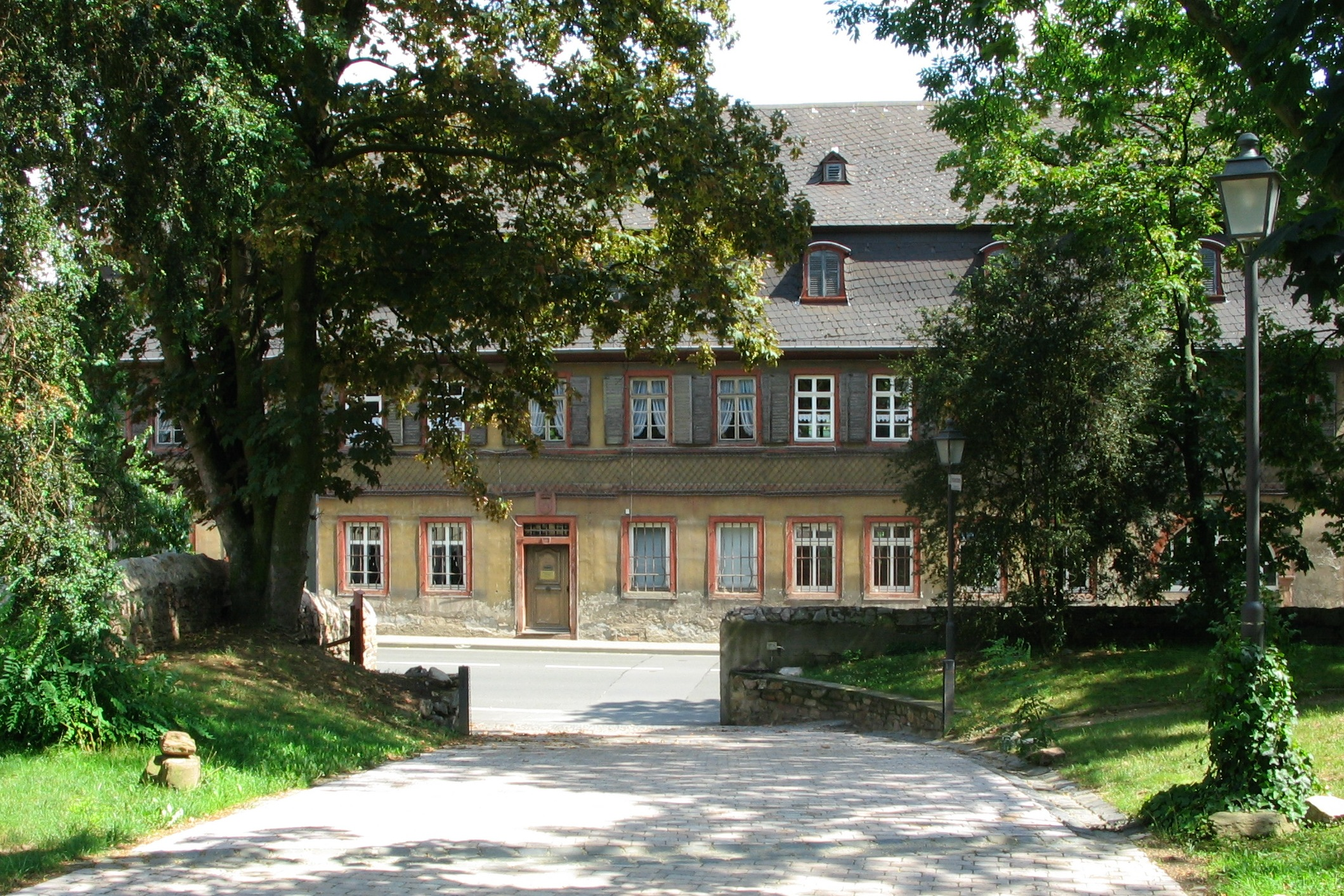
Brentanohaus (2009) von der gegenüber liegenden Brentanoscheune aus gesehen

Das Brentano-Haus in Oestrich-Winkel bildet gemeinsam mit seinen historischen Nebengebäuden und dem sich zum Rhein erstreckenden Garten ein Kulturdenkmal von besonderem historischen Interesse. Das ehemalige Weingut der Familie Brentano erlangte insbesondere Bekanntheit durch die zahlreichen Besuche von unter anderen Johann Wolfgang von Goethe oder Bettina von Arnim. Seit 2014 befindet es sich im Zuständigkeitsbereich der Staatlichen Schlösser und Gärten Hessen und wird gegenwärtig saniert, bei gleichzeitiger Möglichkeit der Besichtigung der historischen Wohnräume.

## Geschichte
Das Haus wurde 1751 von Johann Michael Ackermann aus Bingen und seiner Frau Maria Catharina Pleissner erbaut. Dann ging es an den Sohn Adam Ackermann über, der 1789 verstarb, ohne einen Sohn zu hinterlassen. Der reiche Frankfurter Kaufmann Franz Dominicus Brentano (1765–1844) erwarb mit seinem Bruder Georg Brentano (1775–1851) 1804 das Anwesen, um es ab 1806 als Sommersitz für sich und seine Frau Johanna Antonia Josepha Edle von Birkenstock (1780–1869) zu nutzen. 1808 ging es ganz in die Hände von Franz und seiner Frau Antonia, Toni genannt, über.

### Berühmte Gäste

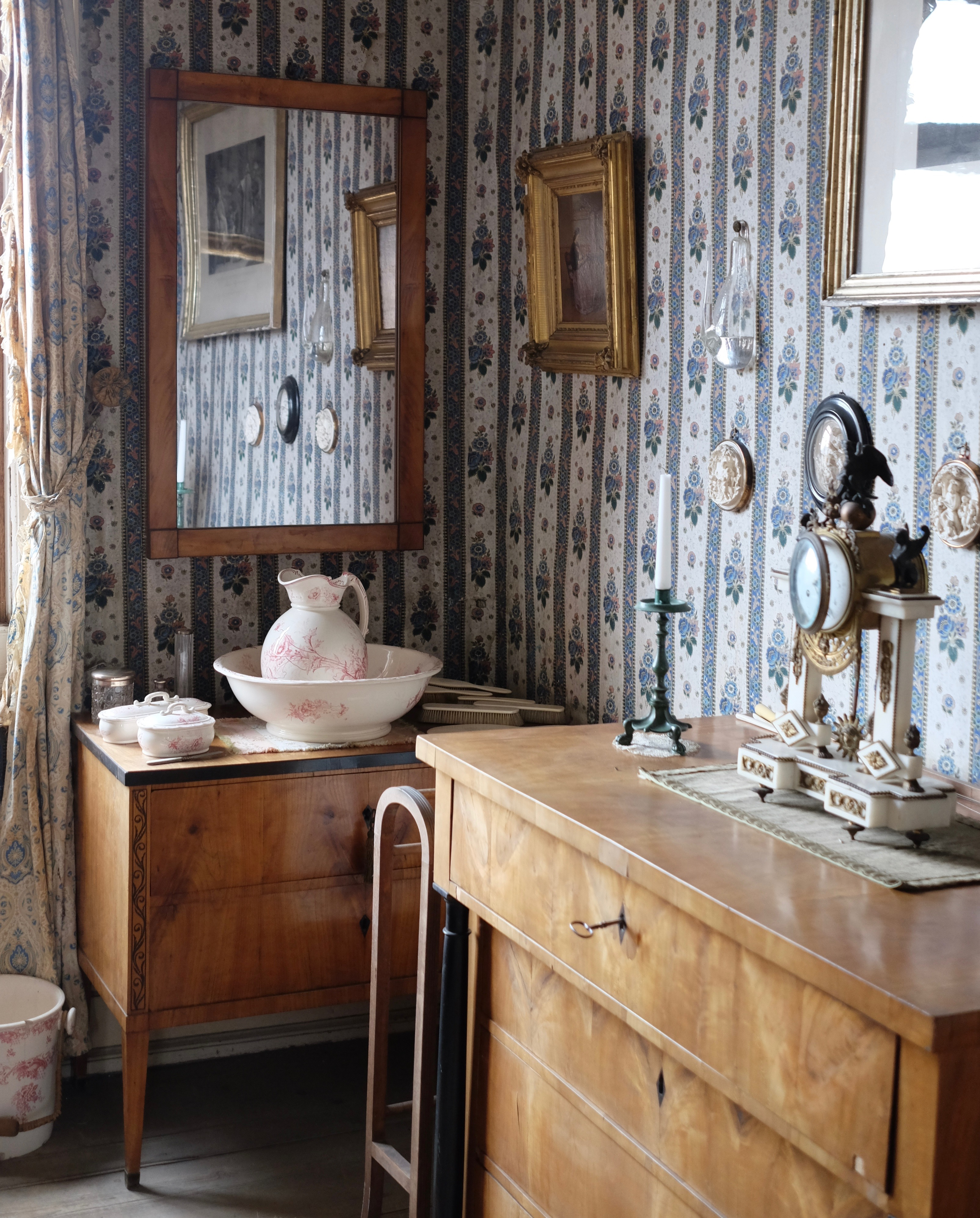
Blick in das von Goethe mehrmals genutzte Schlafzimmer

Das Haus gilt als eines der Zentren der Rheinromantik und diente der Familie und ihrem Bekanntenkreis als Sommerresidenz. Zu den vielen Gästen aus Politik und Kultur, die in das Haus einkehrten, zählten Johann Wolfgang von Goethe, die Brüder Grimm und Freiherr vom Stein. Goethe verfasste hier u. a. einen Teil seiner Italienischen Reise.
Goethe weilte hier im Jahre 1814 und schrieb seine Notizen zur „Rheinreise“ und den Anfang der Schilderung: „Das Rochusfest bei Bingen“. Er wohnte in dem Hause der „geliebten wie verehrten“ Patricier-Familie Brentano-Birckenstock (jetzt – 1870 – Brentano-Pfeifer), und im selben Hause schrieb Bettina von Arnim, Clemens Brentanos Schwester, ihre Briefe an Goethe nach Weimar. Die Briefe entstanden hier im Jahre 1807, als Bettina im zweiundzwanzigsten Lebensjahr stand. Goethe verewigte sein trautes Winkel in den Versen:
„Wasserfülle, Landesgröße, heit’rer Himmel, frohe Bahn,
Diese Wellen, diese Flöße, landen auch in Winkel an –“
Clemens Brentano, der als Hauptvertreter der Rheinromantiker gilt, hielt sich jedoch nur selten in dem Haus auf. Den Mittelpunkt des Hauslebens bildete der sogenannte „Saal“ im Obergeschoss. An den Saal grenzte ein Schlaf- und ein Arbeitszimmer, welches Johann Wolfgang von Goethe bei seinen Aufenthalten in den Jahren 1814 und 1815 nutzte. Goethe galt als schwieriger und launischer Gast. Er stand gewohnheitsmäßig sehr früh am Morgen auf und begab sich auf einen Morgenspaziergang in den Gärten, bei dem er nicht gestört werden wollte. Verstieß man gegen seinen Wunsch nach Ruhe, so musste man mit strengen Reaktionen und schlechter Laune rechnen. Zum Abend hin genoss Goethe gern Wein in nennenswerten Mengen. Obwohl er sonst Frankenweine bevorzugte, trank er hier jedoch auch den örtlichen Riesling, und die Familie Brentano nahm die Gelegenheit gern wahr, ihren berühmten Gast auf diese Weise zufriedenzustellen.
Bettina von Arnim galt als vernarrt in Goethe, wurde von diesem jedoch als zunehmend lästig empfunden. Nach einem Streit führte dies schließlich dazu, dass Goethe sich ihren Aufenthalt im Haus während seiner Besuche im Brentanohaus verbat. Dem prominenten Gast wurde diese Bitte gewährt.

### Spätere Nutzung
In den 30er Jahren des 19. Jahrhunderts ging die Nutzung des Brentanohauses an den ältesten Sohn von Franz Dominicus und Antonia Brentano über. Georg Franz Melchior Brentano (1801–1852) hatte am 5. Januar 1836 Lilla Pfeifer (1813–1868), die Tochter des aus Sommerau (Eschau) im Spessart stammenden, ehemals in Amsterdam tätigen, Kaufmanns und Reeders Valentin Pfeifer, geheiratet. Diese Linie der Familie nannte sich von da an Brentano-Pfeifer. Die Familie von Georg Melchior Brentano-Pfeifer lebte abwechselnd in Winkel und in ihrem Domizil in der Neuen Mainzerstraße 11 in Frankfurt. In Winkel betrieben sie Weinanbau und -verkauf.

### Sanierung und museale Nutzung

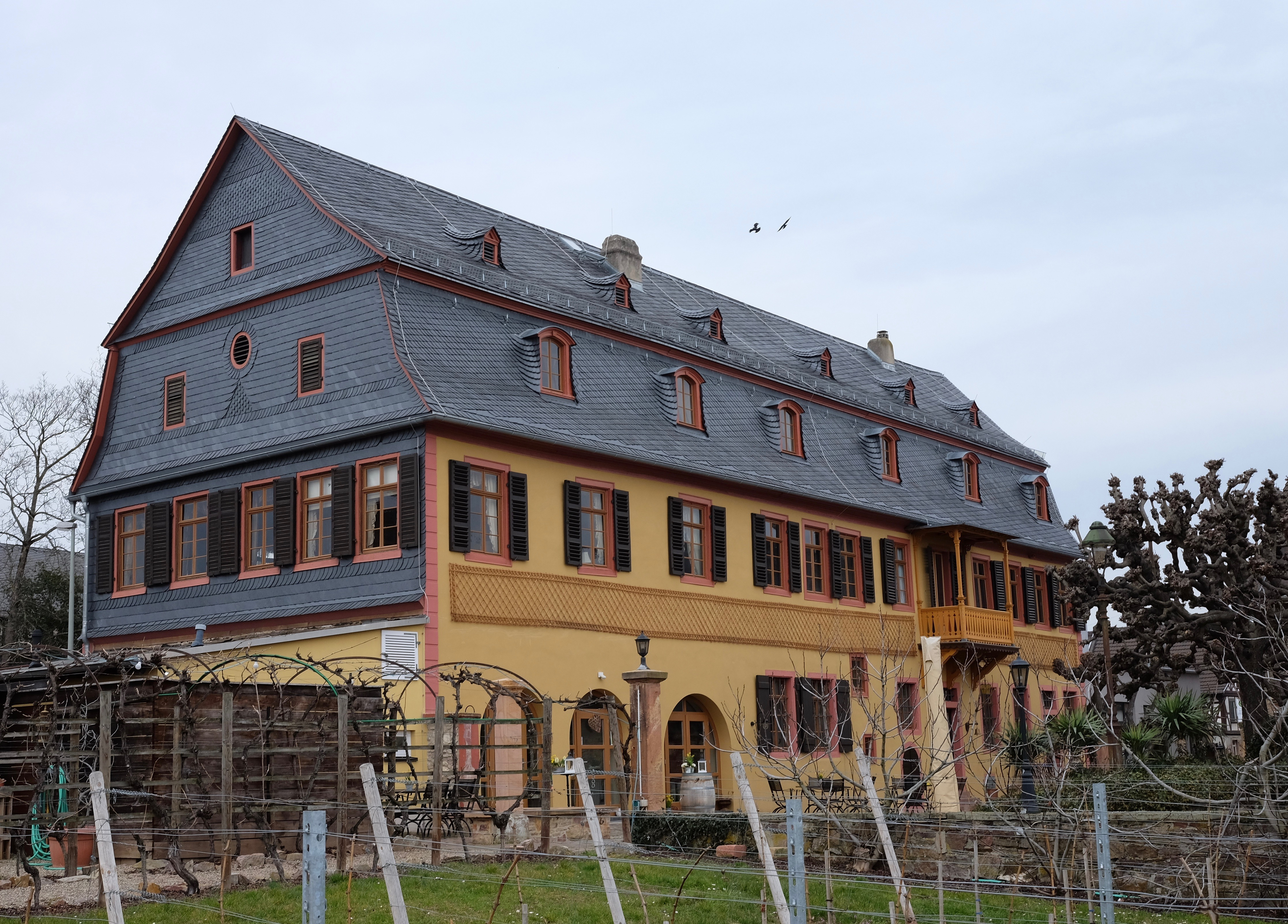
Blick auf die sanierte Gartenfassade im Jahr 2018

2014 verkaufte Udo von Brentano (* 17. Juli 1950 in Winkel) das dringend sanierungsbedürftige Anwesen an das Land Hessen. Der Kaufpreis von 1,2 Millionen Euro für Anwesen und Weingut sowie rund 2,1 Millionen Euro Sanierungskosten für das Haupthaus wurden vom Land übernommen, anschließend wurde die Liegenschaft an die Verwaltung der Staatlichen Schlösser und Gärten Hessen übergeben. Die Stadt Oestrich-Winkel gründete gemeinsam mit dem Freien Deutschen Hochstift eine gemeinnützige Trägergesellschaft, die nach Beendigung der Sanierung den musealen Betrieb übernehmen wird. Teile des Erdgeschosses sind als Gastronomie verpachtet.

## Architektur und Ausstattung
Vom Ursprung des Hauses zeugen bis heute an Wänden und Geländern Verzierungen der Familie Ackermann, die ein großes geschwungenes „A“ aufweisen. Doch auch das Familienwappen der Brentanos findet sich an vielen Stellen des Hauses. Mobiliar, Teppiche und Tapeten sind vielfach noch Originale. Ebenso befindet sich noch ein Teil der alten Bibliothek im Haus, deren ältestes Buch aus dem 16. Jahrhundert stammt und eine Sammlung von Liedern enthält.
Das Schlafzimmer, in welchem Goethe übernachtete, weist eine nahezu perfekt erhaltene Tapete mit leuchtenden Blaufarben auf. Da Tapetenfarben normalerweise im Laufe von ca. 200 Jahren deutlich verblassen, ließ die Familie Brentano die Tapete untersuchen, wobei man feststellte, dass die Farben unter Beigabe des giftigen Schweinfurter Grüns hergestellt wurden.
Das Brentanohaus wird inzwischen nicht mehr bewohnt, es steht aber für vereinbarte Führungen zur Besichtigung der historischen Zimmer offen.